# (13933) Charleville
Pour les articles homonymes, voir Charleville.
(13933) Charleville est un astéroïde de la ceinture principale.

## Description
(13933) Charleville est un astéroïde de la ceinture principale. Il fut découvert le 2 novembre 1988 à Geisei par Tsutomu Seki. Il présente une orbite caractérisée par un demi-grand axe de 2,77 UA, une excentricité de 0,14 et une inclinaison de 8,3° par rapport à l'écliptique.

## Compléments